# Ernst Lajos
Ernst Lajos (néhol Ernszt) (Pest, 1872. április 29. – 1937 tavasza) műgyűjtő, mecénás, múzeumalapító, kormányfőtanácsos (1925-től).

## Életpályája
Ernst Mór kereskedő és Steiner Róza fia. Valószínűleg nem végzett művészettörténeti tanulmányokat; autodidakta volt. Az 1880-as években kezdett művészi alkotásokat gyűjteni, főleg a magyar történelmi vonatkozású művek érdekelték. A századvégen a Magyar Történelmi Képcsarnok tárlatára, valamint a millenniumi országos kiállításra kölcsönzött műtárgyakat. A magyar iparművészet alkotásait a 20. század kezdetétől gyűjtötte.
Jó kapcsolatokat ápolt a művészekkel, köztük Madarász Viktorral, Székely Bertalannal, Than Mórral, Glatz Oszkárral, Márk Lajossal. Ő volt Magyarországon az első, aki felismerte, hogy a kész festmények vázlatai önmagukban is nagy értékek, s elkezdte gyűjteni őket, így egyben értékmentést is végzett, nem hagyta a még meglévő, avagy már elkészült vázlatokat elkallódni.
Már 1894-ben alapítója lett a Nemzeti Szalonnak, 1901 és 1909 között ügyvezető igazgatója. E minőségében számos életmű-kiállítást szervezett (Szinyei Merse Pál, Zichy Mihály, Madarász Viktor, Vaszary János). Miután elmozdították állásából, megalapította az első magyarországi magánmúzeumot.

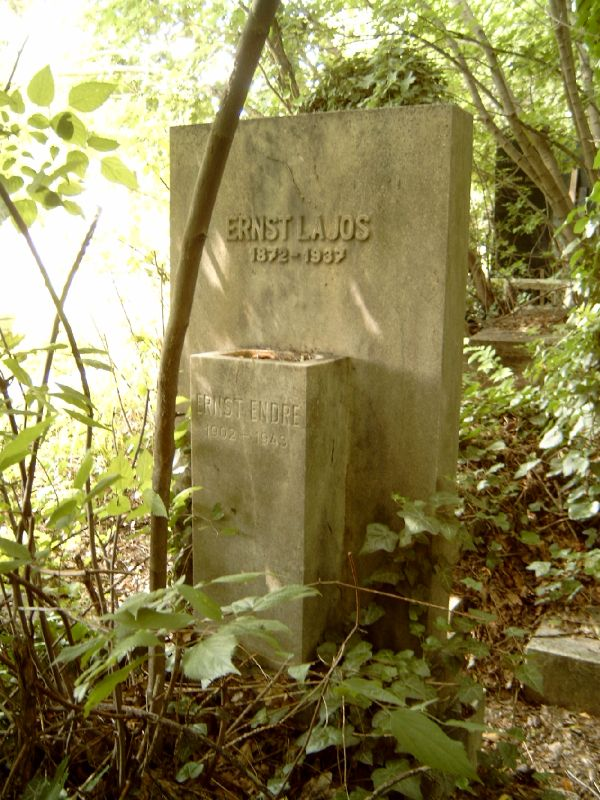
Ernst Lajos sírja Budapesten. Kozma utcai izraelita temető: 4-10-3.

1912 májusában nyílt meg az Ernst Múzeum Budapesten, a Nagymező u. 8. alatt, az akkoriban épült bérház első emeletén. 14 teremben volt az állandó kiállítás, a többiben időszaki kiállításokat tartottak. Ernst folytatta a retrospektív kiállítások szervezését. A kiállításokról – Lázár Béla szerkesztésében – igényes katalógusok jelentek meg.
A műtárgyak konjunktúrájának idején, 1917-ben kezdte meg aukciók szervezését. Évente kétszer tartottak aukciót, egészen Ernst élete végéig. A gazdasági helyzet döntően megváltozott az 1920-as évek végén – a gazdasági válság és a túlzott vásárlások következtében Ernst Lajos anyagilag tönkrement. Gyűjteményét jelzáloggal terhelték, így került bemutatásra 1933-ban a Magyar Nemzeti Múzeumban letétbe helyezett művek tárlata.
Házastársa Ekler Erzsébet volt, akivel 1901. szeptember 8-án Budapesten kötött házasságot. 1918-ban elváltak.

## Halála
Miután a tárgyalások gyűjteményének az állam részére való eladásáról éveken keresztül húzódtak, anyagi gondjai miatt 1937 tavaszán öngyilkos lett. Március 22-én tűnt el, holttestét április 24-én Ráckevénél találták meg.
Gyűjteményét halála után két évvel, 1939-ben elárverezték, annak javát a magyarországi múzeumok vásárolták meg.

## Társasági tagságai
- Nemzeti Szalon
- Szinyei Merse Pál Társaság
- Lechner Ödön Társaság
- FÉSZEK művészasztal
- Japán művészasztal

## Főbb művei
- Hesz János Mihály tervezete 1820-ban magyar képzőművészeti akadémia felállítása iránt. Ismerteti Ernst Lajos (Budapest, 1898)
- Schauff János tervezete 1790-ből egy magyar nemzeti oszloprendszerről. Ismerteti Ernst Lajos. (Budapest, 1900)
- A magyar történeti festészet. (Budapest, 1910)
- Petőfi arcképei. (Budapest, 1922)